# Austråttgården

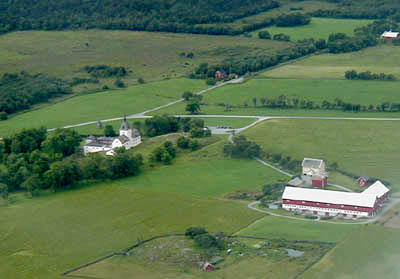
Der Herrensitz Austråttborgen (links) und in unmittelbarer Umgebung der Austråttgården (rechts).

Der Austråttgården ist ein Flur und ein alter Bauernhof in der Kommune Ørland im Fylke Trøndelag, der im Sommer für kulturelle Veranstaltungen genutzt wird. Die Gesamtfläche des Flures beträgt 1 500 Mål. Die Felder und das Nebengebäude des Austråttgården wurden früher von dem Gut Austråttborgen zur Landwirtschaft genutzt. Der Austråttgården ist die übrige große Restfläche, die früher zu dem Anwesen des Gutes und dem Herrenhaus Austrått gehörte. 
1919 übernahm der norwegische Staat das Herrenhaus Austråttborgen mit dem dazugehörigen Park. Die Kommune Ørland kaufte 1935 dann die übrigen Flächen des Gutes, den heutigen Austråttgården auf. Von 1947 bis 1988 plante die Verwaltung der Fylke Sør-Trøndelag in Austråttgården eine Landwirtschaftsschule zu errichten, ohne dabei zu wissen, dass sich das Land und der Hof noch im Besitz der Kommune Ørland befinden. Nachdem diese Pläne sich als nicht umsetzbar erwiesen, vermietete die Kommune den Austråttgården an eine gemeinnützige Stiftung, dessen Vorstand von der Gemeindeverwaltung ernannt wurde. 
Der Hof führt jedes Jahr in der Sommersaison, insbesondere im August ist er Schauplatz für mehrere kulturelle Veranstaltungen, Märkte usw., die von der Stiftung organisiert wurden. Die Waldorfschulen aus Fosen, Ørland und Bjugn nutzen teilweise die landwirtschaftlichen Flächen und die Gebäude für Unterrichts- und Bildungszwecke in Landwirtschaft und Handwerk. In den Scheunen des Hofes befindet sich ein privates Heimatmuseum, mit einer Sammlung alter Traktoren, Landmaschinen und Haushaltswaren.
Der Norwegische Pfadfinderbund (Norges speiderforbund) hatte 1997 und die internationale Organisation 4-H für Kinder und Jugendliche 2008 seine nationalen Jahresversammlungen im Austråttgården.
2012 wurde die Stiftung von der Kommune Ørland aufgelöst und einige Gebäude und Teile des Austråttgården, neu an private Organisatoren vermietet, die die kulturellen Traditionen weiter fortführen. 
Der Austråttgården wurde von der Ørland-Kommune als Tusenårssted bestimmt.